# Absorbància
En espectroscòpia, l'absorbància ({\displaystyle A\,}) és definida com:
{\displaystyle A_{\lambda }=-\log _{10}\left({\frac {I}{I_{0}}}\right)},
on {\displaystyle I\,} és la intensitat de llum amb una longitud d'ona específica {\displaystyle \lambda \,} després de passar per una mostra (intensitat de la llum transmesa) i {\displaystyle I_{0}\,} és la intensitat de la llum abans que entri a la mostra (intensitat de la llum incident).
Les mesures d'absorbància són sovint utilitzades en química analítica, a causa del fet que l'absorbància és proporcional al gruix d'una mostra i la concentració de la substància en aquesta, en contrast a la transmitància I / I0, la qual canvia exponencialment amb el gruix i la concentració.